# Kommunistiska universitetet för västerns minoriteter
Kommunistiska universitetet för västerns minoriteter (KUNMZ – Kommunistichesky Universitet Natsionalnykh Menshinstv Zapada; КУНМЗ - Коммунистический университет национальных меньшинств Запада), var en högre utbildning i Moskva, grundad utifrån ett dekret taget av Folkkommissariernas råd den 28 november 1921, som antog de främsta studenterna från partiskolor från Rysslands västra regioner och av Volgatyskar.
1929–1930 började universitetet att ta in studenter ditskickade från kommunistpartier i Centraleuropa, Skandinavien, Balkan och Italien, tillsammans med revolutionärer som emigrerat till Sovjetunionen. Universitetet utvecklades till en internationell kaderskola som skulle förbereda och utbilda de främsta partitrogna vilka fick studera ett 2–3-årigt specialprogram. Meningen var att de efter avslutade studier skulle återvända till sina hemländer.
En liknande institution var Kommunistiska universitetet för österns förkämpar (KUTV : Коммунистический университет трудящихся Востока), också känt som Fjärranösternuniversitetet, vilket grundades 1921 i Moskva av den Tredje internationalen som en träningsskola för kommunistkadrer i den koloniala världen.  
KUNMZ upplöstes efter ett beslut den 7–8 maj 1936 av sekretariatet för Kominterns exekutivkommitté. 

## Alumner
Kända studenter från KUNMZ:
- Josip Broz Tito
- Edvard Kardelj
- Ante Ciliga
- Peder Furubotn
- Arvid Hansen
- Jovan Mališić
- Yrjö Sirola
- Heinrich Vogeler